# La sucursal del cielo
La sucursal del cielo es una serie de televisión colombiana realizada por Colombiana de Televisión para Caracol Televisión  en 2008. Esta protagonizada por Daniel Arenas, la modelo Belky Arizala, Valentina Acosta, Marilyn Patiño, Luis Fernando Salas, Luly Bossa y la actriz venezolana Gledys Ibarra. fue estrenada el 14 de enero de 2008.
La serie es emitida en Ecuador por Teleamazonas y TC Televisión y en Estados Unidos por el canal hispano Gentv.

## Historia
Grabada y ambientada en la ciudad de Cali (Valle del Cauca), la trama se remonta a los años 1970, exactamente al año 1971, año en que se realizaron en Cali los Juegos Panamericanos. La historia se centra en el tradicional barrio Templete, específicamente en tres familias: los Lizcano, los Belalcázar y los Mena. Estos últimos llegan a la ciudad desde el puerto de Buenaventura y son de raza negra, por lo cual son despreciados por algunas personas del barrio.
Básicamente, la historia gira en torno a las costumbres y tradiciones de la Cali de los años 1970, especialmente, los hechos que acontecieron en esa época, al tiempo que gira en torno a un romance «prohibido»: el de Samuel Lizcano (Daniel Arenas) con Mariela Mena (Belky Arizala).

## Personajes

### Familia Belalcazar
- Pepe: Iván Rodríguez
- Susana: Luly Bossa
- Fabiola: Marilyn Patiño
- Soledad: Valentina Acosta
- Pilar: Dina Zalloum

### Familia Lizcano
- Checho: Jorge Herrera
- María: Carmenza González
- Samuel: Daniel Arenas
- Fernando: Luis Fernando Salas
- Pedro: Claudio Cataño
- Luchito Diego León

### Familia Mena
- Ananias: Hansel Camacho
- Eufrosina: Gledys Ibarra
- Mariela: Belky Arizala
- Eddy: Julián Díaz
- Antonio: Vince Balanta

## Ficha técnica
- Productor general: Malcolm Aponte
- Dirección: Carlos Duplat y Jairo Soto
- Guion y libretos: Carlos Fernández de Soto y Ana Fernanda Martínez
- Jefa de producción: Juliana Uscategui
- Asistentes de dirección: Felipe Aguilón, Hernán Correa y Luz Marina Arévalo
- Dirección de fotografía: Oscar Rivera
- Dirección de arte: Ana María Olivos
- Asesoría escenas de ballet: Luhayder Trujillo P.
- Diseño de maquillaje: Tina Arévalo
- Diseño de vestuario: Marianne Förster
- Edición conceptual: Margarita Galvis
- Tema original musical: Agúzate de Richie Ray y Bobby Cruz
- Música adicional: Grupo Calambuco